# Britt-Marie Ternestedt
Britt-Marie Irene Ternestedt, född 21 juli 1943, är en svensk professor i palliativ vård vid Palliativt forskningscentrum, Ersta Sköndal Bräcke högskola.
Ternestedts huvudsakliga forskningsområde är palliativ vård med fokus på innebörden av en god död utifrån ett patient- och närståendeperspektiv. Sådan kunskap kan främja patientens möjligheter att leva den sista tiden så optimalt som möjligt med hänsyn till hälsa, värderingar och vårdens resurser. Merparten av hennes forskning har handlat om palliativ vård, där återkommande begrepp i forskningen varit självbild, identitet och samhälle med huvudsakligen fokus på patientens situation och hur patientens ställning i vården kan stärkas.
Ternestedt är medförfattare till ca 70 vetenskapliga artiklar och flera böcker som behandlar omvårdnad, palliativ vård, patienters upplevelser av vård, attityder till döende, utbildning av vårdpersonal med mera. Hennes vetenskapliga publicering hade 2023 enligt Scopus över 2 300 citeringar och ett h-index på 28.